# Agent J
Albums de Jolin Tsai
Final Wonderland
(2007) Love Exercise
(2008)
Albums par Jolin Tsai
Dancing Diva
(2006) Butterfly
(2009)
Agent J (chinois traditionnel : 特務J) est le neuvième album studio de la chanteuse Jolin Tsai, sorti le 27 septembre 2007 sous le label Capitol Music.

## Liste des titres
| No  | Titre                                              | Durée |
| --- | -------------------------------------------------- | ----- |
| 1.  | Te Wu J (特務 J, Agent J)                          | 3:35  |
| 2.  | Ai Wu She (愛無赦, Bravo Lover)                    | 3:53  |
| 3.  | Yi Ge Ren (一個人, Alone)                          | 4:41  |
| 4.  | Pa Shenme (怕什麼, Fear-Free)                      | 4:35  |
| 5.  | Tao Hua Yuan (桃花源, Ideal State)                 | 3:32  |
| 6.  | Leng Qianyan (冷·前言, Prologue of Tacit Violence) | 0:21  |
| 7.  | Leng Baoli (冷·暴力, Tacit Violence)               | 3:01  |
| 8.  | Fei Mai Pin (非賣品, Priceless)                    | 4:34  |
| 9.  | Jiepai Qi (節拍器, Metronome)                      | 4:38  |
| 10. | Jinsanjiao (金三角, Golden Triangle)               | 3:03  |
| 11. | Ri Bu Luo (日不落, Sun Will Never Set)             | 3:48  |
| 12. | Let's Move It                                      | 3:14  |